# Port Talbot
Port Talbot je město ve Walesu, které je správním centrem městského hrabství Neath Port Talbot. Nachází se 54 km západně od Cardiffu při ústí řek Afan a Neath do zálivu Swansea Bay a podle sčítání z roku 2011 v něm žije 37 276 obyvatel.

## Historie
Rozvoj města je spojen s těžkým průmyslem. Těžba uhlí a zpracování kovů se zde provozovaly od 18. století a v roce 1901 byl založen podnik Port Talbot Steelworks (od roku 2007 součást Tata Group), který patřil k největším ocelářským provozům na světě: na vrcholu slávy v šedesátých letech dvacátého století měl téměř dvacet tisíc zaměstnanců, útlum výroby vedl ke snížení jejich počtu na čtyři tisíce v roce 2016.
Dostatek pracovních příležitostí vedl k přílivu obyvatel a vzniku souměstí, pro něž se od roku 1837 začal používat neoficiální název Port Talbot (Talbotův přístav) podle místního průmyslníka a politika Christophera Rice Mansela Talbota. V roce 1921 došlo k administrativnímu spojení obcí Aberavon, Margam, Cwmafan a Baglam do jednoho města nazvaného Port Talbot.
Město má velký přístav a od roku 1850 ho železniční trať South Wales Main Line spojuje s Londýnem. Vzhledem k množství průmyslových exhalací je Port Talbot označován za město s nejnezdravějším ovzduším ve Spojeném království.

## Sport
V Port Talbot sídlí fotbalové kluby Port Talbot Town FC a Afan Lido FC a ragbyový Aberavon RFC.

## Rodáci
- Peg Entwistle (1908–1932), herečka
- Brian Flynn (* 1955), fotbalista
- Anthony Hopkins (* 1937), herec
- Geoffrey Howe (1926–2015), politik
- Andrew Vicari (1932–2016), malíř
- Leondre Devries (* 2000), rapper/zpěvák